# Trio Mandili
Тріо Mandili (груз. ტრიო მანდილი — «тріо жіноча хустка», укр. Тріо Манділі) — грузинська дівоча музична група, що спочатку мала в своєму складі трьох дівчат: Ана Чинчараулі (ანა ჭინჭარაული), Татіа Мгеладзе (თათია მგელაძე)  і Шорена Цискараулі (შორენა ცისკარაული) . В даний час з першого складу залишилася лише Татіа Мгеладзе, а Ірина Міделаурі і Тако Циклаурі замінили двох інших дівчат.
Вони здобули популярність у Грузії і Європі через музичне відео, в якому вони виконують грузинську народну пісню «Апарека». Цей ролик, розміщений в Інтернеті, став вірусним і зібрав більше чотирьох мільйонів переглядів.

Тріо Манділі. Шорена Цискараулі, Татіа Мгеладзе та Анна Чинчараулі

Тріо Mandili були запрошені в численні радіо- і телевізійні програми вдома й за кордоном і виступали на фестивалях у Бельгії і Польщі, давали концерти в Болгарії, Росії та Україні. Trio Mandili брали участь в грузинському попередньому відборі до Євробачення 2017 з піснею "Me da Shen". Але посіли лише 12-те місце. 
Назва «Mandili» перекладається як «жіноча хустка».
Свої композиції тріо часто виконує за допомогою струнного інструменту пандурі.
У 2017  колишні учасниці Тріо Манділі Шорена Цискараулі та Анна Чинчараулі створили інше тріо - Trio lavdila  .

## Дискографія
- 2015: With Love, Trio Mandili (CD, Album) not on label none Georgia 2016.: With Love, Trio Mandili (LP, Album, RE) Merlins Orr Records MN 1014LP Germany
- 2017: Enguro